# 日向坂46です。ちょっといいですか?
『日向坂46です。ちょっといいですか?』（ひなたざかフォーティーシックスです。ちょっといいですか?、略称：ひなちょい）は、2020年3月14日から2023年3月27日まで、ひかりTVチャンネルで配信されていた日向坂46の冠バラエティー番組。
dTVチャンネルではSeason1は2週間の見逃し配信が行われ、Season2は6か月間見逃し配信が行われていた。2021年4月19日から配信開始したSeason2は番組名を『ひなちょいSeason2』と改め、毎週月曜日の1時35分より、テレビ東京で放送中の『日向坂で会いましょう』とセットで同時配信が行われていた。配信名は『日向坂で会いましょう ＆ ひなちょいSeason2』。Season1はUNITED PRODUCTIONS、Season2はK-maxが制作。

## 概要

### Season1
Season1では、日向坂46のメンバーが記者となり、毎回ゲストである「一流芸能人」に対してNGなしの囲み取材を行い、意外な一面や隠れている魅力等を引き出すことに挑戦する。
2020年3月14日から2021年4月10日まで、全48回に渡って配信された。
新型コロナウイルス感染症感染拡大により、2020年4月6日の第6回配信から2か月間休止。再開後は、これまでの囲み取材スタイルをやめ、感染症対策の為、出演者の間にアクリル板を設けた形で取材するようになった。また、ゲストの職業や趣味・特技にちなんだ体験や挑戦を行う形となった。
当初は半年間の配信予定であったことがメンバーのブログから窺えるが、前述の休止期間を挟みつつも配信期間が延長されている。
2020年3月14日配信の初回には、濱岸ひよりと、同年2月に新たに日向坂46に加入したばかりの新3期生の髙橋未来虹・森本茉莉・山口陽世、当時休業中だった影山優佳を除く、日向坂46メンバー17人が出演。濱岸は同年4月11日配信の第5回から、髙橋・森本・山口は同年9月12日配信の第18回「クイズ$ひなチョネア」から、同年5月に活動を再開した影山は同年10月3日配信の第21回「クイズ$ひなチョネア2」から出演。

### Season2
日向坂46のメンバーがハマっているものや興味を持っていることを発表し、グループ内でトレンドにすることを目標に、別のメンバーにプレゼンテーションとして実際に挑戦・体験を行う。
2週に渡る前後編で放送され、後編の最後にプレゼンター以外のメンバーが内容について「流行る」「もう一考」「ダメ～」の札で判定。人数に関わらず「流行る」が3本以上上がれば次回以降も同じテーマで企画続行、「ダメ～」が3本以上あがった場合はそのテーマは即封印となる。どちらの札も3本未満だった場合は、もう一度だけ同じテーマでプレゼンが可能となる。
2021年4月19日から2023年3月27日まで全99回に渡って配信され、各回4～6名の日向坂46メンバーが出演。2023年3月27日の第99回（最終回）配信「日向坂46四期生を流行らせたい」では、2022年に加入した4期生の正源司陽子、竹内希来里、藤嶌果歩が出演した。
番組のナレーションもメンバーが担当。
Twitterでは、視聴者が取り上げてほしいことを募集しており、内容によっては番組内で紹介されることがある。

## レギュラー出演者
- 日向坂46[8]
  - 1期生：潮紗理菜、影山優佳、加藤史帆、齊藤京子、佐々木久美、佐々木美玲、高瀬愛奈、高本彩花、東村芽依
  - 2期生：金村美玖、河田陽菜、小坂菜緒[注 5]、富田鈴花、丹生明里、濱岸ひより、松田好花、宮田愛萌[注 6]、渡邉美穂[注 7]
  - 3期生：上村ひなの、髙橋未来虹、森本茉莉、山口陽世

## 配信時間
| シーズン | 放送期間                      | 放送時間           | 放送局   | 脚注           |
| -------- | ----------------------------- | ------------------ | -------- | -------------- |
| Season1  | 2020年3月14日 - 2021年4月10日 | 土曜 22:30 - 23:00 | ひかりTV | [ 8 ]          |
| Season2  | 2021年4月19日 - 2021年11月1日 | 月曜 16:00 更新    | ひかりTV | [ 注 2 ] [ 6 ] |
| Season2  | 2021年11月8日 - 2023年3月27日 | 月曜 01:35 更新    | ひかりTV | [ 12 ] [ 4 ]   |

## 配信日程

### Season1

#### 2020年
| 回 | 配信日   | ゲスト                                               | 記者 | 脚注             |
| -- | -------- | ---------------------------------------------------- | --- | ---------------- |
| 1  | 3月14日  | Mr.シャチホコ                                        | 潮紗理菜 佐々木久美 高本彩花 金村美玖 小坂菜緒 上村ひなの                                                                           | [ 注 8 ] [ 13 ]  |
| 1  | 3月14日  | ほいけんた                                           | 加藤史帆 佐々木美玲 東村芽依 河田陽菜 富田鈴花 丹生明里                                                                             | [ 注 8 ] [ 13 ]  |
| 1  | 3月14日  | 袴田吉彦                                             | 齊藤京子 高瀬愛奈 松田好花 宮田愛萌 渡邉美穂                                                                                        | [ 注 8 ] [ 13 ]  |
| 2  | 3月21日  | 梅沢富美男                                           | 齊藤京子 佐々木久美 富田鈴花 渡邉美穂                                                                                               | [ 13 ]           |
| 3  | 3月28日  | くっきー!（野性爆弾）                                | 加藤史帆 高瀬愛奈 東村芽依 宮田愛萌                                                                                                 | [ 13 ]           |
| 4  | 4月4日   | 河野景子                                             | 潮紗理菜 佐々木美玲 高本彩花 河田陽菜 丹生明里                                                                                      | [ 14 ]           |
| 5  | 4月11日  | 米村でんじろう                                       | 金村美玖 小坂菜緒 濱岸ひより 松田好花 上村ひなの                                                                                    | [ 14 ]           |
| 6  | 4月18日  | Mr.シャチホコ                                        | 潮紗理菜 佐々木久美 高本彩花 金村美玖 小坂菜緒 上村ひなの                                                                           | [ 注 9 ] [ 14 ]  |
| 6  | 4月18日  | ほいけんた                                           | 加藤史帆 佐々木美玲 東村芽依 河田陽菜 富田鈴花 丹生明里                                                                             | [ 注 9 ] [ 14 ]  |
| 6  | 4月18日  | 袴田吉彦                                             | 齊藤京子 高瀬愛奈 松田好花 宮田愛萌 渡邉美穂                                                                                        | [ 注 9 ] [ 14 ]  |
| 7  | 6月27日  | EXIT                                                 | 佐々木久美 金村美玖 小坂菜緒 富田鈴花                                                                                               | [ 15 ]           |
| 8  | 7月4日   | EXIT                                                 | 佐々木久美 金村美玖 小坂菜緒 富田鈴花                                                                                               | [ 16 ]           |
| 9  | 7月11日  | 梶原雄太（キングコング）                             | 齊藤京子 高瀬愛奈 丹生明里 宮田愛萌                                                                                                 | [ 16 ]           |
| 10 | 7月18日  | 田村淳（ロンドンブーツ1号2号）                       | 加藤史帆 東村芽依 河田陽菜 渡邉美穂                                                                                                 | [ 16 ]           |
| 11 | 7月25日  | 田村淳（ロンドンブーツ1号2号）                       | 加藤史帆 東村芽依 河田陽菜 渡邉美穂                                                                                                 | [ 16 ]           |
| 12 | 8月1日   | 3時のヒロイン                                        | 潮紗理菜 佐々木美玲 濱岸ひより 松田好花                                                                                             | [ 17 ]           |
| 13 | 8月8日   | 3時のヒロイン                                        | 潮紗理菜 佐々木美玲 濱岸ひより 松田好花                                                                                             | [ 17 ]           |
| 14 | 8月15日  | 具志堅用高 丸山桂里奈 別府ともひこ（エイトブリッジ） | 佐々木久美 高本彩花 丹生明里 上村ひなの                                                                                             | [ 17 ]           |
| 15 | 8月22日  | 稲川淳二                                             | 河田陽菜 小坂菜緒 富田鈴花 渡邉美穂                                                                                                 | [ 17 ]           |
| 16 | 8月29日  | 中村勘九郎                                           | 潮紗理菜 齊藤京子 佐々木久美 富田鈴花                                                                                               | [ 17 ]           |
| 17 | 9月5日   | 中村勘九郎                                           | 潮紗理菜 齊藤京子 佐々木久美 富田鈴花                                                                                               | [ 18 ]           |
| 18 | 9月12日  | -                                                    | 佐々木久美 佐々木美玲 高瀬愛奈 高本彩花 東村芽依 金村美玖 小坂菜緒 濱岸ひより 宮田愛萌 上村ひなの 髙橋未来虹 森本茉莉 山口陽世      | [ 注 10 ] [ 18 ] |
| 19 | 9月19日  | -                                                    | 佐々木久美 佐々木美玲 高瀬愛奈 高本彩花 東村芽依 金村美玖 小坂菜緒 濱岸ひより 宮田愛萌 上村ひなの 髙橋未来虹 森本茉莉 山口陽世      | [ 注 10 ] [ 18 ] |
| 20 | 9月26日  | 梅澤美波、齋藤飛鳥（乃木坂46）                       | 丹生明里 松田好花 宮田愛萌 | [ 18 ]           |
| 21 | 10月3日  | -                                                    | 佐々木久美 潮紗理菜 影山優佳 加藤史帆 齊藤京子 佐々木美玲 富田鈴花 河田陽菜 丹生明里 松田好花 渡邉美穂 髙橋未来虹 森本茉莉 山口陽世 | [ 注 11 ] [ 19 ] |
| 22 | 10月10日 | -                                                    | 佐々木久美 潮紗理菜 影山優佳 加藤史帆 齊藤京子 佐々木美玲 富田鈴花 河田陽菜 丹生明里 松田好花 渡邉美穂 髙橋未来虹 森本茉莉 山口陽世 | [ 注 11 ] [ 19 ] |
| 23 | 10月17日 | あべこうじ 高橋愛                                    | 加藤史帆 高本彩花 河田陽菜 宮田愛萌 上村ひなの 髙橋未来虹                                                                           | [ 19 ]           |
| 24 | 10月24日 | あべこうじ 高橋愛                                    | 加藤史帆 高本彩花 河田陽菜 宮田愛萌 上村ひなの 髙橋未来虹                                                                           | [ 19 ]           |
| 25 | 10月31日 | ゆりやんレトリィバァ（吉本坂46）                     | 齊藤京子 高瀬愛奈 山口陽世 | [ 19 ]           |
| 26 | 11月7日  | 西村瑞樹（バイきんぐ） たけだバーベキュー YURIE      | 影山優佳 高瀬愛奈 金村美玖 丹生明里 髙橋未来虹 森本茉莉                                                                             | [ 注 12 ] [ 20 ] |
| 27 | 11月14日 | 西村瑞樹（バイきんぐ） たけだバーベキュー YURIE      | 影山優佳 高瀬愛奈 金村美玖 丹生明里 髙橋未来虹 森本茉莉                                                                             | [ 注 12 ] [ 20 ] |
| 28 | 11月21日 | 西村瑞樹（バイきんぐ） たけだバーベキュー YURIE      | 影山優佳 高瀬愛奈 金村美玖 丹生明里 髙橋未来虹 森本茉莉                                                                             | [ 注 12 ] [ 20 ] |
| 29 | 11月28日 | AYA（Fitnessモデル）                                 | 潮紗理菜 東村芽依 富田鈴花 | [ 20 ]           |
| 30 | 12月5日  | 山口真由                                             | 加藤史帆 佐々木美玲 高瀬愛奈 丹生明里 河田陽菜 濱岸ひより                                                                           | [ 21 ]           |
| 31 | 12月12日 | 山口真由                                             | 加藤史帆 佐々木美玲 高瀬愛奈 丹生明里 河田陽菜 濱岸ひより                                                                           | [ 21 ]           |
| 32 | 12月19日 | Mr.マリック                                          | 潮紗理菜 丹生明里 渡邉美穂 | [ 21 ]           |
| 33 | 12月26日 | 島田秀平                                             | 影山優佳 齊藤京子 東村芽依 金村美玖 小坂菜緒 濱岸ひより                                                                             | [ 注 13 ] [ 21 ] |

#### 2021年
| 回 | 配信日  | ゲスト                                                                                   | 記者                                                      | 脚注             |
| -- | ------- | ---------------------------------------------------------------------------------------- | --------------------------------------------------------- | ---------------- |
| 34 | 1月2日  | 島田秀平                                                                                 | 影山優佳 齊藤京子 東村芽依 金村美玖 小坂菜緒 濱岸ひより   | [ 注 14 ] [ 22 ] |
| 35 | 1月9日  | ぺこぱ                                                                                   | 加藤史帆 佐々木久美 富田鈴花                              | [ 22 ]           |
| 36 | 1月16日 | AMEMIYA 福島善成（ガリットチュウ） クールポコ。 ちゅうえい（流れ星）                     | 潮紗理菜 加藤史帆 佐々木久美 高本彩花 富田鈴花 山口陽世   | [ 注 15 ] [ 22 ] |
| 37 | 1月23日 | AMEMIYA 福島善成（ガリットチュウ） クールポコ。 ちゅうえい（流れ星）                     | 潮紗理菜 加藤史帆 佐々木久美 高本彩花 富田鈴花 山口陽世   | [ 注 15 ] [ 22 ] |
| 38 | 1月30日 | 藤岡弘、 天翔愛 天翔天音 藤岡舞衣                                                        | 潮紗理菜 影山優佳 河田陽菜                                | [ 22 ]           |
| 39 | 2月6日  | ヴァンゆん                                                                               | 高瀬愛奈 東村芽依 富田鈴花 山口陽世                       | [ 23 ]           |
| 40 | 2月13日 | ヴァンゆん                                                                               | 高瀬愛奈 東村芽依 富田鈴花 山口陽世                       | [ 23 ]           |
| 41 | 2月20日 | カズレーザー（メイプル超合金）                                                           | 潮紗理菜 影山優佳 高瀬愛奈 東村芽依 富田鈴花 山口陽世     | [ 23 ]           |
| 42 | 2月27日 | カズレーザー（メイプル超合金）                                                           | 潮紗理菜 影山優佳 高瀬愛奈 東村芽依 富田鈴花 山口陽世     | [ 23 ]           |
| 43 | 3月6日  | 早川聖来（乃木坂46） 小林由依、渡邉理佐、森田ひかる（櫻坂46）                            | 齊藤京子 濱岸ひより                                       | [ 注 16 ] [ 24 ] |
| 44 | 3月13日 | 早川聖来（乃木坂46） 小林由依、渡邉理佐、森田ひかる（櫻坂46） 児嶋一哉（アンジャッシュ） | 齊藤京子 濱岸ひより                                       | [ 注 16 ] [ 24 ] |
| 45 | 3月20日 | 長嶋一茂                                                                                 | 影山優佳 佐々木久美 齊藤京子 高瀬愛奈 髙橋未来虹 森本茉莉 | [ 注 17 ] [ 24 ] |
| 46 | 3月27日 | 長嶋一茂                                                                                 | 影山優佳 佐々木久美 齊藤京子 高瀬愛奈 髙橋未来虹 森本茉莉 | [ 注 17 ] [ 24 ] |
| 47 | 4月3日  | -                                                                                        | 潮紗理菜 加藤史帆 佐々木久美                              | [ 注 18 ] [ 25 ] |
| 48 | 4月10日 | -                                                                                        | 潮紗理菜 加藤史帆 佐々木久美                              | [ 注 18 ] [ 25 ] |

### Season2
※太字はプレゼンター

#### 2021年
| 回 | 配信日   | テーマ               | 出演者 | ナレーション | 脚注             |
| -- | -------- | -------------------- | --- | ------------ | ---------------- |
| 1  | 4月19日  | 謎解き               | 潮紗理菜 影山優佳 齊藤京子 金村美玖 河田陽菜 髙橋未来虹                                                           | 潮紗理菜     | [ 26 ]           |
| 2  | 4月26日  | 謎解き               | 潮紗理菜 影山優佳 齊藤京子 金村美玖 河田陽菜 髙橋未来虹                                                           | 潮紗理菜     | [ 27 ]           |
| 3  | 5月3日   | 青汁                 | 加藤史帆 佐々木美玲 高瀬愛奈 丹生明里 濱岸ひより 渡邊美穂                                                         | 影山優佳     | [ 28 ]           |
| 4  | 5月10日  | 青汁                 | 加藤史帆 佐々木美玲 高瀬愛奈 丹生明里 濱岸ひより 渡邊美穂                                                         | 影山優佳     | [ 29 ]           |
| 5  | 5月17日  | 気配斬り             | 加藤史帆 高瀬愛奈 河田陽菜 富田鈴花 丹生明里 濱岸ひより                                                           | 高本彩花     | [ 30 ]           |
| 6  | 5月24日  | 気配斬り             | 加藤史帆 高瀬愛奈 河田陽菜 富田鈴花 丹生明里 濱岸ひより                                                           | 高本彩花     | [ 31 ]           |
| 7  | 5月31日  | はぁ                 | 潮紗理菜 佐々木久美 佐々木美玲 丹生明里 宮田愛萌                                                                  | 河田陽菜     | [ 32 ]           |
| 8  | 6月7日   | はぁ                 | 潮紗理菜 佐々木久美 佐々木美玲 丹生明里 宮田愛萌                                                                  | 河田陽菜     | [ 33 ]           |
| 9  | 6月14日  | 桃鉄                 | 加藤史帆 齊藤京子 松田好花 渡邉美穂 上村ひなの 山口陽世                                                           | 渡邉美穂     | [ 34 ]           |
| 10 | 6月21日  | 桃鉄                 | 加藤史帆 齊藤京子 松田好花 渡邉美穂 上村ひなの 山口陽世                                                           | 渡邉美穂     | [ 35 ]           |
| 11 | 6月28日  | #流行らせたい事      | 齊藤京子 高瀬愛奈 金村美玖 富田鈴花 宮田愛萌 上村ひなの                                                           | 東村芽依     | [ 注 19 ] [ 36 ] |
| 12 | 7月5日   | #流行らせたい事      | 齊藤京子 高瀬愛奈 金村美玖 富田鈴花 宮田愛萌 上村ひなの                                                           | 東村芽依     | [ 注 19 ] [ 37 ] |
| 13 | 7月12日  | 謎解き(2)            | 影山優佳 高本彩花 丹生明里 濱岸ひより 松田好花 山口陽世                                                           | 高瀬愛奈     | [ 38 ]           |
| 14 | 7月19日  | 謎解き(2)            | 影山優佳 高本彩花 丹生明里 濱岸ひより 松田好花 山口陽世                                                           | 高瀬愛奈     | [ 39 ]           |
| 15 | 7月26日  | 差し入れ             | 潮紗理菜 高本彩花 東村芽依 金村美玖 河田陽菜 森本茉莉                                                             | 髙橋未来虹   | [ 40 ]           |
| 16 | 8月2日   | 差し入れ             | 潮紗理菜 高本彩花 東村芽依 金村美玖 河田陽菜 森本茉莉                                                             | 髙橋未来虹   | [ 41 ]           |
| 17 | 8月9日   | 人生ゲーム           | 丹生明里 濱岸ひより 渡邉美穂 髙橋未来虹                                                                           | 佐々木久美   | [ 42 ]           |
| 18 | 8月16日  | 人生ゲーム           | 丹生明里 濱岸ひより 渡邉美穂 髙橋未来虹                                                                           | 佐々木久美   | [ 43 ]           |
| 19 | 8月23日  | 楽屋卓球             | 影山優佳 佐々木久美 東村芽依 河田陽菜 富田鈴花 森本茉莉                                                           | 濱岸ひより   | [ 44 ]           |
| 20 | 8月30日  | 楽屋卓球             | 影山優佳 佐々木久美 東村芽依 河田陽菜 富田鈴花 森本茉莉                                                           | 濱岸ひより   | [ 45 ]           |
| 21 | 9月6日   | 謎解き(3)            | 影山優佳 佐々木久美 東村芽依 富田鈴花 渡邉美穂 上村ひなの                                                         | 金村美玖     | [ 46 ]           |
| 22 | 9月13日  | 謎解き(3)            | 影山優佳 佐々木久美 東村芽依 富田鈴花 渡邉美穂 上村ひなの                                                         | 金村美玖     | [ 47 ]           |
| 23 | 9月20日  | カードゲーム         | 潮紗理菜 佐々木美玲 金村美玖 丹生明里 富田鈴花 松田好花                                                           | 山口陽世     | [ 注 20 ] [ 48 ] |
| 24 | 9月27日  | カードゲーム         | 潮紗理菜 佐々木美玲 金村美玖 丹生明里 富田鈴花 松田好花                                                           | 山口陽世     | [ 49 ]           |
| 25 | 10月4日  | カードゲーム         | 潮紗理菜 佐々木美玲 金村美玖 丹生明里 富田鈴花 松田好花                                                           | 山口陽世     | [ 50 ]           |
| 26 | 10月11日 | オーバークック       | 潮紗理菜 齊藤京子 金村美玖 丹生明里 髙橋未来虹 山口陽世                                                           | 佐々木美玲   | [ 51 ]           |
| 27 | 10月18日 | オーバークック       | 潮紗理菜 齊藤京子 金村美玖 丹生明里 髙橋未来虹 山口陽世                                                           | 佐々木美玲   | [ 1 ]            |
| 28 | 10月25日 | 謎解き(4)            | 影山優佳 加藤史帆 佐々木美玲 高瀬愛奈 宮田愛萌 森本茉莉                                                           | 濱岸ひより   | [ 52 ]           |
| 29 | 11月1日  | 謎解き(4)            | 影山優佳 加藤史帆 佐々木美玲 高瀬愛奈 宮田愛萌 森本茉莉                                                           | 濱岸ひより   | [ 53 ]           |
| 30 | 11月8日  | ボトルキャップ       | 加藤史帆 佐々木久美 高本彩花 丹生明里 松田好花 山口陽世                                                           | 富田鈴花     | [ 54 ]           |
| 31 | 11月15日 | ボトルキャップ       | 加藤史帆 佐々木久美 高本彩花 丹生明里 松田好花 山口陽世                                                           | 富田鈴花     | [ 55 ]           |
| 32 | 11月22日 | 謎解き（敗者復活戦） | 影山優佳 潮紗理菜 佐々木久美 佐々木美玲 高瀬愛奈 高本彩花 東村芽依 金村美玖 河田陽菜 松田好花 髙橋未来虹 森本茉莉 | 宮田愛萌     | [ 56 ]           |
| 33 | 11月29日 | 謎解き（敗者復活戦） | 影山優佳 潮紗理菜 佐々木久美 佐々木美玲 高瀬愛奈 高本彩花 東村芽依 金村美玖 河田陽菜 松田好花 髙橋未来虹 森本茉莉 | 宮田愛萌     | [ 57 ]           |
| 34 | 12月6日  | 駄菓子               | 潮紗理菜 佐々木美玲 河田陽菜 上村ひなの 髙橋未来虹                                                                | 森本茉莉     | [ 58 ]           |
| 35 | 12月13日 | 駄菓子               | 潮紗理菜 佐々木美玲 河田陽菜 上村ひなの 髙橋未来虹                                                                | 森本茉莉     | [ 59 ]           |
| 36 | 12月20日 | #流行らせたい事(2)   | 齊藤京子 高本彩花 金村美玖 富田鈴花 渡邉美穂                                                                      | 松田好花     | [ 注 19 ] [ 60 ] |
| 37 | 12月27日 | #流行らせたい事(2)   | 齊藤京子 高本彩花 金村美玖 富田鈴花 渡邉美穂                                                                      | 松田好花     | [ 61 ]           |

#### 2022年
| 回 | 配信日   | テーマ                   | 出演者                                                    | ナレーション | 脚注              |
| -- | -------- | ------------------------ | --------------------------------------------------------- | ------------ | ----------------- |
| 38 | 1月10日  | マリオカート             | 加藤史帆 佐々木久美 佐々木美玲 高瀬愛奈 森本茉莉 山口陽世 | 上村ひなの   | [ 62 ]            |
| 39 | 1月17日  | マリオカート             | 加藤史帆 佐々木久美 佐々木美玲 高瀬愛奈 森本茉莉 山口陽世 | 上村ひなの   | [ 63 ]            |
| 40 | 1月24日  | テーブルゲーム           | 潮紗理菜 齊藤京子 高本彩花 河田陽菜 富田鈴花              | 丹生明里     | [ 64 ]            |
| 41 | 1月31日  | テーブルゲーム           | 潮紗理菜 齊藤京子 高本彩花 河田陽菜 富田鈴花              | 丹生明里     | [ 65 ]            |
| 42 | 2月7日   | マイナースポーツ         | 加藤史帆 佐々木久美 高瀬愛奈 東村芽依 金村美玖 渡邉美穂   | 河田陽菜     | [ 66 ]            |
| 43 | 2月14日  | マイナースポーツ         | 加藤史帆 佐々木久美 高瀬愛奈 東村芽依 金村美玖 渡邉美穂   | 河田陽菜     | [ 67 ]            |
| 44 | 2月21日  | 雑草                     | 潮紗理菜 富田鈴花 松田好花 上村ひなの 森本茉莉            | 加藤史帆     | [ 68 ]            |
| 45 | 2月28日  | 雑草                     | 潮紗理菜 富田鈴花 松田好花 上村ひなの 森本茉莉            | 加藤史帆     | [ 69 ]            |
| 46 | 3月7日   | フィットネスゲーム       | 佐々木美玲 河田陽菜 濱岸ひより 山口陽世                   | 影山優佳     | [ 70 ]            |
| 47 | 3月14日  | フィットネスゲーム       | 佐々木美玲 河田陽菜 濱岸ひより 山口陽世                   | 影山優佳     | [ 71 ]            |
| 48 | 3月21日  | お手軽実験               | 影山優佳 加藤史帆 東村芽依 富田鈴花 丹生明里              | 山口陽世     | [ 72 ]            |
| 49 | 3月28日  | お手軽実験               | 影山優佳 加藤史帆 東村芽依 富田鈴花 丹生明里              | 山口陽世     | [ 73 ]            |
| 50 | 4月4日   | アレンジレシピ           | 齊藤京子 佐々木久美 河田陽菜 濱岸ひより 渡邉美穂          | 森本茉莉     | [ 74 ]            |
| 51 | 4月11日  | アレンジレシピ           | 齊藤京子 佐々木久美 河田陽菜 濱岸ひより 渡邉美穂          | 森本茉莉     | [ 75 ]            |
| 52 | 4月25日  | 総集編                   | 高瀬愛奈 富田鈴花                                         | 富田鈴花     | [ 76 ]            |
| 53 | 5月2日   | 総集編                   | 丹生明里 濱岸ひより                                       | 富田鈴花     | [ 77 ]            |
| 54 | 5月9日   | 総集編                   | 影山優佳 高本彩花                                         | 富田鈴花     | [ 78 ]            |
| 55 | 5月16日  | TikTok                   | 潮紗理菜 富田鈴花 渡邉美穂 髙橋未来虹                     | 高瀬愛奈     | [ 79 ]            |
| 56 | 5月23日  | TikTok                   | 潮紗理菜 富田鈴花 渡邉美穂 髙橋未来虹                     | 高瀬愛奈     | [ 80 ]            |
| 57 | 5月30日  | 子どもの頃にハマった遊び | 高瀬愛奈 高本彩花 金村美玖 河田陽菜 森本茉莉              | 松田好花     | [ 81 ]            |
| 58 | 6月6日   | 子どもの頃にハマった遊び | 高瀬愛奈 高本彩花 金村美玖 河田陽菜 森本茉莉              | 松田好花     | [ 82 ]            |
| 59 | 6月13日  | チャレンジ動画           | 加藤史帆 高本彩花 東村芽依 河田陽菜 髙橋未来虹            | 佐々木久美   | [ 83 ]            |
| 60 | 6月20日  | チャレンジ動画           | 加藤史帆 高本彩花 東村芽依 河田陽菜 髙橋未来虹            | 佐々木久美   | [ 84 ]            |
| 61 | 6月27日  | ラップ                   | 佐々木久美 佐々木美玲 高瀬愛奈 富田鈴花 松田好花          | 齊藤京子     | [ 85 ]            |
| 62 | 7月4日   | ラップ                   | 佐々木久美 佐々木美玲 高瀬愛奈 富田鈴花 松田好花          | 齊藤京子     | [ 86 ]            |
| 63 | 7月11日  | #流行らせたい事(3)       | 富田鈴花 濱岸ひより 松田好花 森本茉莉 山口陽世            | 金村美玖     | [ 注 19 ] [ 87 ]  |
| 64 | 7月18日  | #流行らせたい事(3)       | 富田鈴花 濱岸ひより 松田好花 森本茉莉 山口陽世            | 高本彩花     | [ 注 21 ] [ 88 ]  |
| 65 | 7月25日  | マイナースポーツ(2)      | 影山優佳 東村芽依 金村美玖 河田陽菜 松田好花 山口陽世     | 上村ひなの   | [ 89 ]            |
| 66 | 8月1日   | マイナースポーツ(2)      | 影山優佳 東村芽依 金村美玖 河田陽菜 松田好花 山口陽世     | 上村ひなの   | [ 90 ]            |
| 67 | 8月8日   | マリオ                   | 潮紗理菜 齊藤京子 上村ひなの 山口陽世                     | 東村芽依     | [ 91 ]            |
| 68 | 8月15日  | マリオ                   | 潮紗理菜 齊藤京子 上村ひなの 山口陽世                     | 東村芽依     | [ 92 ]            |
| 69 | 8月22日  | 世界のボードゲーム       | 潮紗理菜 佐々木久美 高瀬愛奈 松田好花 森本茉莉            | 髙橋未来虹   | [ 93 ]            |
| 70 | 8月29日  | 世界のボードゲーム       | 潮紗理菜 佐々木久美 高瀬愛奈 松田好花 森本茉莉            | 髙橋未来虹   | [ 94 ]            |
| 71 | 9月5日   | お芝居                   | 加藤史帆 齊藤京子 佐々木美玲 濱岸ひより 上村ひなの        | 潮紗理菜     | [ 95 ]            |
| 72 | 9月12日  | お芝居                   | 加藤史帆 齊藤京子 佐々木美玲 濱岸ひより 上村ひなの        | 潮紗理菜     | [ 96 ]            |
| 73 | 9月19日  | トレーニング             | 佐々木久美 東村芽依 上村ひなの 髙橋未来虹                 | 森本茉莉     | [ 97 ]            |
| 74 | 9月26日  | トレーニング             | 佐々木久美 東村芽依 上村ひなの 髙橋未来虹                 | 森本茉莉     | [ 98 ]            |
| 75 | 10月3日  | お手軽実験(2)            | 潮紗理菜 影山優佳 河田陽菜 松田好花 森本茉莉              | 丹生明里     | [ 99 ]            |
| 76 | 10月11日 | お手軽実験(2)            | 潮紗理菜 影山優佳 河田陽菜 松田好花 森本茉莉              | 丹生明里     | [ 100 ]           |
| 77 | 10月17日 | ライブの裏側             | 森本茉莉 山口陽世                                         | 高本彩花     | [ 101 ]           |
| 78 | 10月25日 | ライブの裏側             | 上村ひなの 髙橋未来虹                                     | 高本彩花     | [ 102 ]           |
| 79 | 10月31日 | アート                   | 佐々木美玲 金村美玖 丹生明里 森本茉莉 山口陽世            | 河田陽菜     | [ 103 ]           |
| 80 | 11月7日  | アート                   | 佐々木美玲 金村美玖 丹生明里 森本茉莉 山口陽世            | 河田陽菜     | [ 104 ]           |
| 81 | 11月14日 | ギネス                   | 齊藤京子 佐々木久美 河田陽菜 富田鈴花 上村ひなの          | 影山優佳     | [ 105 ]           |
| 82 | 11月21日 | ギネス                   | 齊藤京子 佐々木久美 河田陽菜 富田鈴花 上村ひなの          | 影山優佳     | [ 106 ]           |
| 83 | 11月28日 | サバゲー                 | 佐々木久美 加藤史帆 富田鈴花 髙橋未来虹 森本茉莉 山口陽世 | 高瀬愛奈     | [ 107 ]           |
| 84 | 12月5日  | サバゲー                 | 佐々木久美 加藤史帆 富田鈴花 髙橋未来虹 森本茉莉 山口陽世 | 高瀬愛奈     | [ 108 ]           |
| 85 | 12月12日 | クイズ                   | 潮紗理菜 齊藤京子 高本彩花 松田好花 森本茉莉              | 山口陽世     | [ 109 ]           |
| 86 | 12月19日 | クイズ                   | 潮紗理菜 齊藤京子 高本彩花 松田好花 森本茉莉              | 山口陽世     | [ 110 ]           |
| 87 | 12月26日 | #流行らせたい事(4)       | 潮紗理菜 高瀬愛奈 金村美玖 富田鈴花 髙橋未来虹            | 佐々木久美   | [ 注 19 ] [ 111 ] |

#### 2023年
| 回 | 配信日  | テーマ               | 出演者                                                        | ナレーション | 脚注              |
| -- | ------- | -------------------- | ------------------------------------------------------------- | ------------ | ----------------- |
| 88 | 1月10日 | #流行らせたい事(4)   | 潮紗理菜 高瀬愛奈 金村美玖 富田鈴花 髙橋未来虹                | 佐々木久美   | [ 注 19 ] [ 112 ] |
| 89 | 1月16日 | ゲームクイーン       | 加藤史帆 丹生明里 髙橋未来虹 山口陽世                         | 金村美玖     | [ 113 ]           |
| 90 | 1月23日 | ゲームクイーン       | 加藤史帆 丹生明里 髙橋未来虹 山口陽世                         | 金村美玖     | [ 114 ]           |
| 91 | 1月30日 | ものまね             | 佐々木久美 加藤史帆 高瀬愛奈 富田鈴花 森本茉莉                | 松田好花     | [ 115 ]           |
| 92 | 2月6日  | ものまね             | 佐々木久美 加藤史帆 高瀬愛奈 富田鈴花 森本茉莉                | 松田好花     | [ 116 ]           |
| 93 | 2月13日 | 山梨                 | 佐々木久美 河田陽菜 松田好花 森本茉莉 山口陽世                | 潮紗理菜     | [ 117 ]           |
| 94 | 2月20日 | 山梨                 | 佐々木久美 河田陽菜 松田好花 森本茉莉 山口陽世                | 潮紗理菜     | [ 118 ]           |
| 95 | 2月27日 | カードゲームクイーン | 潮紗理菜 齊藤京子 丹生明里 松田好花 森本茉莉                  | 髙橋未来虹   | [ 119 ]           |
| 96 | 3月6日  | カードゲームクイーン | 潮紗理菜 齊藤京子 丹生明里 松田好花 森本茉莉                  | 髙橋未来虹   | [ 120 ]           |
| 97 | 3月13日 | マイナースポーツ(3)  | 加藤史帆 東村芽依 金村美玖 松田好花 髙橋未来虹 山口陽世       | 上村ひなの   | [ 121 ]           |
| 98 | 3月20日 | マイナースポーツ(3)  | 加藤史帆 東村芽依 金村美玖 松田好花 髙橋未来虹 山口陽世       | 上村ひなの   | [ 122 ]           |
| 99 | 3月27日 | 日向坂46四期生       | 佐々木久美 富田鈴花 上村ひなの 正源司陽子 竹内希来里 藤嶌果歩 | 森本茉莉     | [ 123 ]           |

## 特別番組
- ひなちょい Season2生特番～謎解き&気配斬り!ってか6枚目シングルもぜ～んぶまとめて流行らせようSP～（2021年11月6日）[124]

## スタッフ

### Season1
- 企画：秋元康
- ナレーター：日髙のり子[125]
- 構成：一場麻美、石原慎也
- CAM：永澤剛、中澤宏
- 音声：立元捺美、佐々木瑠美
- 美術：小栗綾介
- 編集：飯塚拓也、丸山朋実
- デザイン：Shota Hori
- MA：CRAZY TV
- 音効：高取謙
- メイク：MAXSTAR
- スタイリスト：ALCATROCK
- 技術協力：SWISH JAPAN、東京オフラインセンター
- 美術協力：アックス
- AD：佛田桜彩、秋田尚穂、山岡諒、高見澤樹里
- AP：畑中亮太、木村日和、内海阿や、小山莉奈
- ディレクター：柴田大輔、丸山耕弥、梅津聡真、安井啓太、小嶋克也、横田裕昌（SOME）、狩野紀明、財津猛、小島隆補、内山凌、船越康之
- 演出：八島崇行
- プロデューサー：津島彩乃、川島典子
- チーフプロデューサー：草山広丞
- エグゼクティブプロデューサー：田中智則
- 制作協力：Y&N Brothers、Seed & Flower
- 制作：UNITED PRODUCTIONS
- 製作・著作：ひかりTV

過去のスタッフ（Season1）
- CAM：神尾淳
- 音声：谷口健二
- メイク：鈴木優華、高畑奈月
- AD：森田彩
- ディレクター：境太資
- チーフプロデューサー：上島史朗

### Season2
- 企画：秋元康
- 構成：清山智之
- SW：神尾淳
- CAM：中澤宏
- 音声：谷口健二
- 照明：根建勝広
- 美術：矢野雄一郎
- 大道具：畠山茂
- アクリル装飾：日野直治
- アレンジ：安藤岳
- 電飾：下地邦弥
- 装飾：牛沢直樹
- 音効：井上尚昭
- 編集：白取大
- MA：小野夏実、八馬ことり
- 撮影協力：SWISH JAPAN、プログレッソ、IMAGICA
- AD：須藤貴史、立田悠介、松井香耶、山辺正喜
- AP：羽場愛、桑原友香
- ディレクター：倉橋雄亮、浅倉俊之、石尾彰弘、山口堅太郎、伊達秀昭
- プロデューサー：渡辺裕之、長尾真
- エグゼクティブプロデューサー：田中智則
- 制作協力：Y&N Brothers、Seed & Flower
- 制作：K-max
- 製作・著作：ひかりTV→NTTドコモ